# آمرزش (آلبوم)
آمرزش (به انگلیسی: Absolution) سومین آلبوم استودیویی گروه آلترنتیو راک بریتانیایی میوز است که در ۱۵ سپتامبر ۲۰۰۳ در ژاپن، ۲۲ سپتامبر ۲۰۰۳ در بریتانیا و ۲۳ مارس ۲۰۰۴ در آمریکا منتشر شد. این آلبوم پس از ریشه‌های تقارن و قبل از سیاه‌چاله‌ها و مکاشفات منتشر گردید و تمرکز این آلبوم بر مفاهیم الهیات و آخرالزمان بود.
این آلبوم در جدول موسیقی آلبوم‌های بریتانیا به صدر جدول رسید و همچنین اولین ترانه این گروه که در ۱۰ ترانه صدر جدول رفت نیز از این آلبوم بود که ترانه زمان رو به اتمام است به رتبه ۸ رسید.